# یوکو کومادا
یوکو کومادا (انگلیسی: Yoko Kumada؛ زاده ۱۳ مهٔ ۱۹۸۲) یک مانکن اهل ژاپن است.